# Encyclia cajalbanensis
Encyclia cajalbanensis är en orkidéart som beskrevs av Múj.Benítez, Bocourt och Franco Pupulin. Encyclia cajalbanensis ingår i släktet Encyclia och familjen orkidéer. Inga underarter finns listade i Catalogue of Life.